# Estadio Nueva España
Das Estadio Nueva España ist ein Fußballstadion in der argentinischen Hauptstadt Buenos Aires. Es ist die Heimspielstätte des Fußballclubs Deportivo Español. Das Estadio Nueva España bietet heute Platz für 34.500 Zuschauer.

## Geschichte

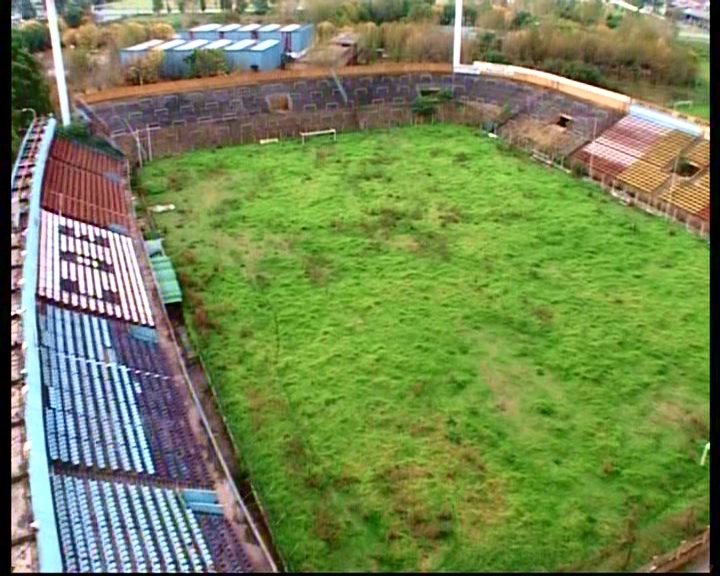
Das Stadion im Jahr 2007

Das Estadio Nueva España in Buenos Aires wurde am 12. Februar 1981 eröffnet. Zum ersten Spiel trafen Deportivo Español und der spanische Verein Deportivo La Coruña zu einem Freundschaftsspiel aufeinander, das von den Gastgebern mit 1:0 durch ein Tor von Walter Corvo gewonnen wurde. Seit diesem Tag nutzt Deportivo Español die Anlage als Austragungsort für seine Heimspiele. Zu seinen Hochzeiten spielte der Verein einige Jahre in der Primera División und erreichte dreimal den dritten Tabellenrang. Nach Abstiegen in die zweite und dritte Liga sowie der Auflösung aufgrund starker finanzieller Probleme wurde der Club 2003 neu gegründet und spielt derzeit in der drittklassigen Primera B Metropolitano, wo man sich jedoch in unteren Tabellenregionen aufhält. 
Nach dem Konkurs von Deportivo Español stand das Stadion einige Zeit leer und wurde 2007 in einem äußerst schlechten Zustand, mit Büschen in der Mitte und grasenden Tieren am Rande, geschlossen und wenig später abgerissen. An der Stelle des alten Stadions baute Deportivo Español ein neues Stadion, das sehr modern ausgerichtet ist und nach europäischem Vorbild, also als Arena, gebaut ist. Das Stadion ist in den Farben Spaniens gehalten und auch die Nationalfarben Argentiniens finden sich wieder.